# Овчинников, Вячеслав Александрович
Вячесла́в Алекса́ндрович Овчи́нников (29 мая 1936, Воронеж — 4 февраля 2019, Москва) — советский и российский композитор, дирижёр. Народный артист РСФСР (1986).

## Биография
В. А. Овчинников родился 29 мая 1936 года в Воронеже в семье офицера. Окончил Музыкальное училище имени П. И. Чайковского. В 1962 году окончил МГК имени П. И. Чайковского — педагог С. С. Богатырёв, затем поступил в аспирантуру к Т. Н. Хренникову. Дирижированию обучался у Л. М. Гинзбурга.
Член Союза композиторов СССР (1964) и Союза кинематографистов СССР (1967).
Создал оперы «Маскарад» и «На заре туманной юности», балеты «Суламифь», «Война и мир» и «Песнь Песней». Автор четырёх симфоний, нескольких ораторий (в том числе «Времена года», «Сергий Радонежский»), сюит и инструментальных пьес.
Создал новую музыку к фильмам Довженко «Земля» (восстановленная версия 1971 года), «Арсенал» (1972), «Звенигора» (1973).
Сочинения Овчинникова исполняли коллективы под управлением дирижёров А. Гаука, А. Жюрайтиса, М. Д. Шостаковича.
По некоторым свидетельствам, на премьере Первой симфонии композитора под управлением А. Гаука публика требовала повторить её целиком.
Среди записей Овчинникова-дирижёра (помимо собственных сочинений) — произведения П. И. Чайковского, Моцарта, Бетховена, С. В. Рахманинова.
Племянница и крестница В. А. Овчинникова известный русский прозаик Е. В. Черникова.
Скончался на 83-м году жизни 4 февраля 2019 года в Москве. Похоронен на Троекуровском кладбище (17 участок).

## Музыка к кинофильмам
Автор музыки более чем к сорока фильмам, в том числе:
1. 1957 — Телеграмма
2. 1960 — Каток и скрипка
3. 1961 — Мальчик и голубь
4. 1962 — Иваново детство
5. 1965 — Первый учитель
6. 1965—1967 — Война и мир
7. 1966 — Андрей Рублёв
8. 1966 — Долгая счастливая жизнь
9. 1968 — Девочка и солнечный зайчик
10. 1969 — Дворянское гнездо
11. 1969 — Золотые ворота
12. 1970 — Как стать мужчиной
13. 1970 — Легенда
14. 1971 — Пришёл солдат с фронта
15. 1971 — Слушайте на той стороне
16. 1971 — Арсенал
17. 1971 — Первая дорога
18. 1972 — Это сладкое слово — свобода!
19. 1972 — Земля
20. 1972 — О писателе Леониде Леонове
21. 1973 — Звенигора
22. 1974 — Авария
23. 1974 — Такие высокие горы
24. 1975 — Они сражались за Родину
25. 1976 — У человеческого сердца
26. 1977 — Степь
27. 1977 — Большой Театр: Двухсотый сезон
28. 1978 — Молодость с нами
29. 1980 — На поле Куликовом
30. 1985 — Багратион
31. 1985 — Дорога к морю
32. 1986 — Борис Годунов
33. 1986 — Певучая Россия
34. 1987 — Война и мир (восстановление)

## Музыка к радиоспектаклям
- 1965 — Полный поворот кругом

## Награды и звания
- орден Трудового Красного Знамени (1971)
- премия Ленинского комсомола (1977) — за песнь-кантату о строителях БАМа и музыку к фильму «Они сражались за Родину» (1975)
- народный артист РСФСР (1986)
- орден «За заслуги перед Отечеством» IV степени (1996)[5]
- Национальная премия «Имперская культура» имени Эдуарда Володина (2010)[6]